# آلن ریچسون
آلن ریچسون (انگلیسی: Alan Ritchson؛ زادهٔ ۲۸ نوامبر ۱۹۸۴) یک هنرپیشه آمریکایی است. او اولین بازیگری خود را در نقش آکوامن / آرتور کوری در سریال ابرقهرمانی اسمالویل انجام داد، جایی که او به عنوان ستاره مهمان بین فصل پنجم و دهم ظاهر شد. ریچسون در سریال طنز تلویزیونی ایالت کوهستان آبی نقشی اصلی داشت، نقشی که او در سال ۲۰۱۶ در دنباله این سریال در فیلم ایالت کوهستان آبی: ظهور تادلند تکرار کرد، از دیگر آثار برجسته او می‌توان به بازی در سریال ریچر در نقش جک ریچر اشاره کرد. 
ریچسون مبتلا به اختلال دوقطبی تشخیص داده شده است و آشکارا در مورد مبارزه خود با این بیماری صحبت کرده است.

## فیلم‌شناسی

#### گزیده آثار بازیگری
- قصاب (۲۰۰۶)
- بخار (۲۰۰۷)
- نیمه‌شب بایو (۲۰۰۹)
- آتش گرفته! (۲۰۰۹)
- بازی‌های گرسنگی: اشتعال (۲۰۱۳)
- لاک‌پشت‌های نینجا (۲۰۱۴)
- سخنران عروسی (۲۰۱۵)
- لاک‌پشت‌های نینجا: خارج از سایه‌ها (۲۰۱۶)
- ایالت کوهستان آبی: ظهور تادلند (۲۰۱۶)
- شورش در اداره (۲۰۱۸)
- بالای سایه (۲۰۱۹)
- جام بوقلمون (۲۰۱۹)
- اشباح جنگ (۲۰۲۰)
- دارک وب: سیکادا ۳۳۰۱ (۲۰۲۱)
- ریچر (۲۰۲۲–۲۰۲۵)
- فست اکس (۲۰۲۳)
- فرشتگان معمولی (۲۰۲۴)
- وزارت جنگ ناجوانمردانه (۲۰۲۴)
- مردی با کیسه (۲۰۲۵)
- ماشین جنگی (آینده)
- قرار بازی (آینده)
- موتورسوار شهر (آینده)
- دونده (آینده)